# 9680 Molina
9680 Molina este un asteroid din centura principală de asteroizi.

## Descriere
9680 Molina este un asteroid din centura principală de asteroizi. A fost descoperit pe 22 octombrie 1960 la Observatorul Palomar de Cornelis Johannes van Houten, Ingrid van Houten-Groeneveld și Tom Gehrels. Asteroidul prezintă o orbită caracterizată de o semiaxă mare de 2,27 ua, o excentricitate de 0,11 și o înclinație de 4,7° în raport cu ecliptica.